# Barkocin
Barkocin (kaszub. Barkòczënò, niem. Barkotzen) – wieś w Polsce położona w województwie pomorskim, w powiecie bytowskim, w gminie Kołczygłowy.
W latach 1975–1998 miejscowość administracyjnie należała do województwa słupskiego.
Wieś stanowi sołectwo gminy Kołczygłowy.